# ادزارد ارنست
ادزارد ارنست (انگلیسی: Edzard Ernst؛ زادهٔ ۳۰ ژانویهٔ ۱۹۴۸) یک دانشمند اهل آلمان است. او یک پزشک و پژوهشگرِ متخصص در مطالعهٔ طب مکمل و جایگزین بود. او قبلاً استاد طب مکمل در دانشگاه اکستر بود.